# Craugastor underwoodi
Craugastor underwoodi es una especie de anuros en la familia Craugastoridae.

## Distribución geográfica y hábitat
Es endémica de Costa Rica y oeste de Panamá.